# Jimmy Logie
James Tullis „Jimmy“ Logie (* 23. November 1919 in Edinburgh; † 30. April 1984 in London) war ein schottischer Fußballspieler und -trainer. Der Halbstürmer gewann mit dem FC Arsenal 1948 und 1953 jeweils die englische Meisterschaft sowie 1950 den FA Cup.

## Sportlicher Werdegang
Logie begann das Fußballspielen in der Jugendmannschaft von Lochore Welfare. Der kleine Dorfverein in Crosshill war bekannt für seine Nachwuchsarbeit und brachte zahlreiche bekannte Spieler wie später Willie Johnston oder Craig Levein hervor. Im Juni 1939 heuerte er beim FC Arsenal in London an. Da wenige Monate später jedoch der Zweite Weltkrieg ausbrach und die englische Fußballliga ihren Spielbetrieb einstellte, kam Logies Profikarriere vorerst zum Erliegen. Stattdessen diente er als Soldat in der Royal Navy und trat lediglich als Gastspieler zusätzlich für den FC Southampton, Grimsby Town und Dunfermline Athletic gegen den Ball.
Nach der Demobilisierung konnte er sich endlich auf der großen Bühne zeigen. Logie debütierte im Alter von nun bereits 26 Jahren am 31. August 1946 gegen die Wolverhampton Wanderers. Als Kreativspieler auf der Halbstürmerposition wurde er oft mit seinem Landsmann Alex James verglichen, der vor dem Zweiten Weltkrieg auf einer ähnlichen Position für Arsenal zahlreiche Titel gewonnen hatte. In den folgenden acht Jahren war Logie Stammspieler bei den „Gunners“. Er hatte maßgeblichen Anteil an allen Erfolgen der unmittelbaren Nachkriegszeit, den beiden Meisterschaften in den Jahren 1948 und 1953 sowie zwischendurch dem Gewinn des FA Cups. Im siegreichen Pokalfinale gegen den FC Liverpool bereitete er beide Treffer zum 2:0-Sieg vor. Im späteren Verlauf war Logie Vize-Kapitän hinter Joe Mercer. Trotz dieser Erfolge blieb Logie in der schottischen Nationalmannschaft weitgehend unberücksichtigt. Er bestritt am 5. November 1952 gegen Nordirland (1:1) sein einziges A-Länderspiel für die „Bravehearts“. Für Arsenal absolvierte er insgesamt 328 Pflichtspiele, schoss dabei 76 Tore und verließ den Klub im Februar 1955 für kolportierte 2.000 Pfund in Richtung Gravesend & Northfleet, das in der Southern League spielte.
Logie arbeitete fünf Jahre als Spielertrainer für Gravesend & Northfleet (52 Jahre später in „Ebbsfleet United“ umbenannt) und gewann mit dem Verein in der Saison 1957/58 die Southern-League-Meisterschaft. Das spätere Leben des gelernten Maurers war von Bescheidenheit gekennzeichnet, unter anderem war er Zeitungsverkäufer am Piccadilly Circus. Er verstarb Ende April 1984 im Alter von 64 Jahren.

## Titel/Auszeichnungen
- Englischer Meister (2): 1948, 1953
- Englischer Pokalsieger (1): 1950
- Englischer Supercup (2): 1938, 1948